# 浙江润楠
浙江润楠（学名：Machilus chekiangensis）为樟科润楠属下的一个种。

## 形态特征
乔木。枝褐色，散布纵裂的唇形皮孔，在当年生和一、二年生枝的基部遗留有顶芽鳞片数轮的疤痕，疤痕高3-4毫米。叶常聚生小枝枝梢，倒披针形，长6.5-13厘米，宽2-3.6厘米，先端尾状渐尖，尖头常呈镰状，基部渐狭，革质或薄革质，梢头的叶干时有时呈黄绿色，叶下面初时有贴伏小柔毛，中脉在上面稍凹下，下面突起，侧脉每边10-12条，小脉纤细，在两面上构成细密的蜂巢状浅穴；叶柄纤细，长8-15毫米。
花未见。果序生当年生枝基部，纤细，长7-9厘米，有灰白色小柔毛，自中部或上部分枝，总梗长3-5.5厘米，最下的分枝长约6-10毫米。嫩果球形，绿色，直径约6毫米，干时带黑色；宿存花被裂片近等长，长约4毫米，两面都有灰白色绢状小柔毛，内面的毛较疏，果梗稍纤细，长约5毫米。果期6月。

## 产地生境
分布于中国广东、广西、海南、江西、湖南、福建和浙江。
浙江润楠喜欢生长在温暖而潮湿的环境，山谷或河边等地较为常见，特别是山谷、山洼、阴坡下部及河边台地,要求土层深厚、腐殖质含量高、排水良好、土质疏松、湿润，富含有机质的中性或微酸壤土或砂壤土。

## 扩展阅读
- 浙江润楠的图片

1. ↑  .   [2021-12-25]. （原始内容存档于2021-12-25）.